# Papiernia (rejon złoczowski)
Papiernia (ukr. Папірня) – wieś na Ukrainie w rejonie złoczowskim obwodu lwowskiego.